# Бобслей на зимових Олімпійських іграх 1998
Змагання з бобслею на зимових Олімпійських іграх 1998 тривали з 14 до 21 лютого на трасі Спіраль у містечку Іїдзуна (Японія). Розіграно 2 комплекти нагород.

## Чемпіони та призери

### Таблиця медалей
| Місце               | Країна              | Золото | Срібло | Бронза | Загалом |
| ------------------- | ------------------- | ------ | ------ | ------ | ------- |
| 1                   | Німеччина           | 1      | 0      | 1      | 2       |
| 2                   | Італія              | 1      | 0      | 0      | 1       |
| 2                   | Канада              | 1      | 0      | 0      | 1       |
| 4                   | Швейцарія           | 0      | 1      | 0      | 1       |
| 5                   | Велика Британія     | 0      | 0      | 1      | 1       |
| 5                   | Франція             | 0      | 0      | 1      | 1       |
| Загалом (6 збірних) | Загалом (6 збірних) | 3      | 1      | 3      | 7       |

### Дисципліни
| Дисципліна          | Золото                                                                                | Золото  | Срібло                                                                | Срібло  | Бронза | Бронза  |
| ------------------- | ------------------------------------------------------------------------------------- | ------- | --------------------------------------------------------------------- | ------- | --- | ------- |
| Двійки (чоловіки)   | Італія (ITA-1) Ґюнтер Губер Антоніо Тарталья Канада (CAN-1) П'єр Людерс Дейв Макікерн | 3:37.24 |                                                                       |         | Німеччина (GER-1) Крістоф Ланґен Маркус Ціммерман                                                                                        | 3:37.89 |
| Четвірки (чоловіки) | Німеччина (GER-2) Крістоф Ланґен Маркус Ціммерман Марко Якобс Олаф Гампель            | 2:39.41 | Швейцарія (SUI-1) Марсель Ренер Маркус Нюсслі Маркус Вассер Беат Зайц | 2:40.01 | Велика Британія (GBR) Шон Олссон Дін Ворд Кортні Рамболт Пол Еттвуд Франція (FRA) Брюно Мінжон Еммануель Осташ Ерік Ле Шаноні Макс Робер | 2:40.06 |

## Країни-учасниці
У змаганнях з бобслею на Олімпійських іграх у Наґано взяли участь спортсмени 29-ти країн.
- Австралія (4)
- Австрія (8)
- Боснія і Герцеговина (5)
- Канада (8)
- Чехія (5)
- Китайський Тайбей (4)
- Франція (5)
- Велика Британія (7)
- Німеччина (9)
- Греція (4)
- Угорщина (4)
- Ірландія (5)
- Віргінські Острови (6)
- Італія (8)
- Ямайка (6)
- Японія (9)
- Латвія (6)
- Монако (4)
- Норвегія (4)
- Нова Зеландія (2)
- Польща (4)
- Пуерто-Рико (5)
- Румунія (6)
- Росія (6)
- Швейцарія (10)
- Китайський Тайбей (4)
- Тринідад і Тобаго (2)
- Україна (2)
- США (8)